# Cache Valley
La Cache Valley è una valle situata nello Utah settentrionale e nell'Idaho sud-orientale, negli Stati Uniti, che comprende l'area metropolitana di Logan. La valle fu utilizzata da uomini di montagna nel XIX secolo e fu la località del massacro di Bear River avvenuto nel 1863. Il nome Cache Valley viene spesso usato come sinonimo per indicare l'area metropolitana di Logan, una delle aree metropolitane in più rapida crescita negli Stati Uniti per pro capite, sia in termini di PIL economico che di popolazione.